# Porrera
Porrera ist eine Gemeinde im Süden Kataloniens mit 417 Einwohnern (Stand: 2024) und liegt in der Provinz Tarragona und der Comarca Priorat. 

## Lage
Porrera liegt etwa 39 Kilometer westnordwestlich von Tarragona in einer Höhe von ca. 315 m. 

## Bevölkerungsentwicklung
| Jahr      | 1970 | 1981 | 1991 | 2001 | 2011 | 2021 |
| Einwohner | 723  | 637  | 574  | 467  | 468  | 428  |

## Sehenswürdigkeiten
- Marienkirche
- Antoniuskapelle

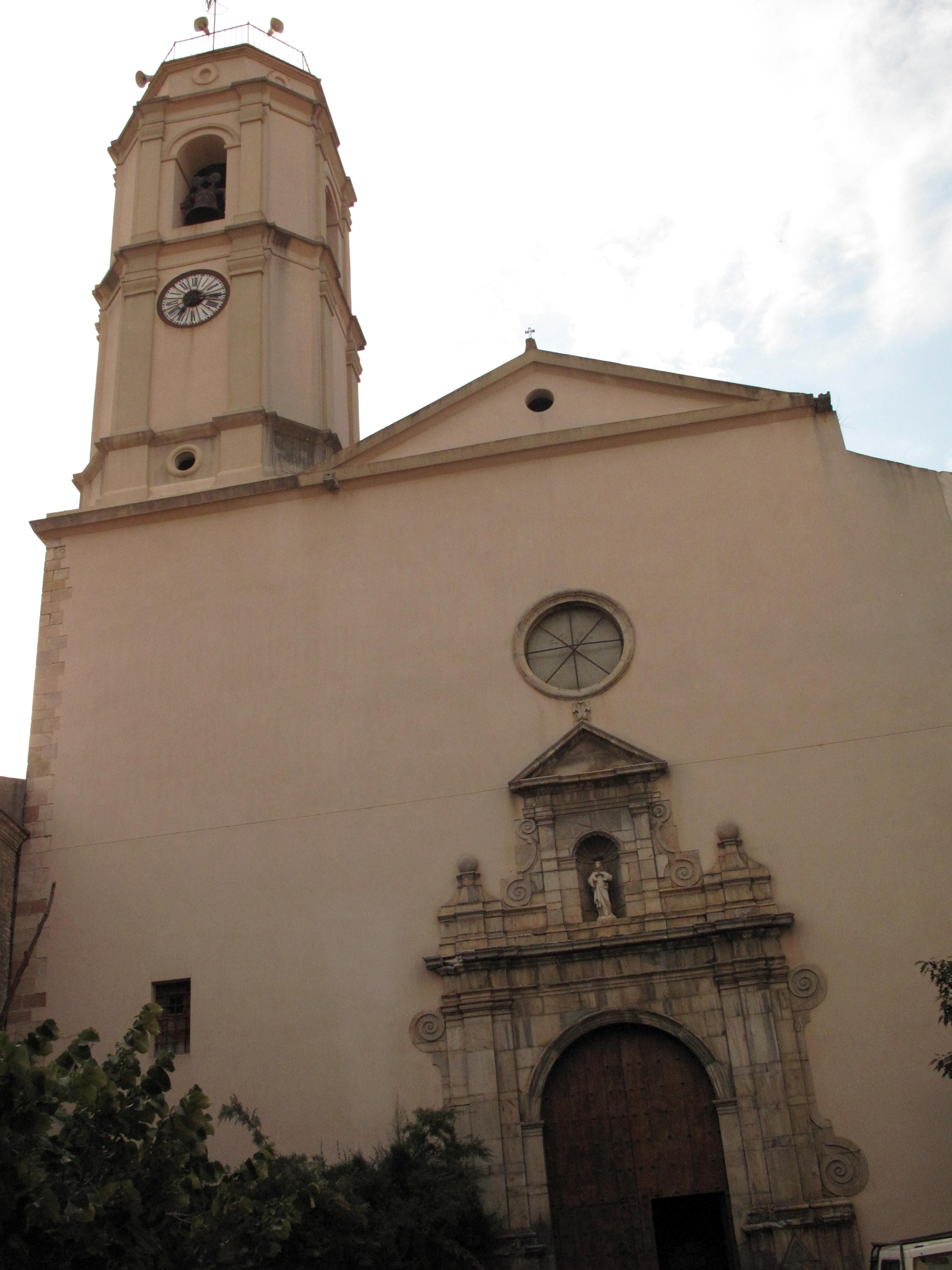
Johannes-der-Täufer-Kirche
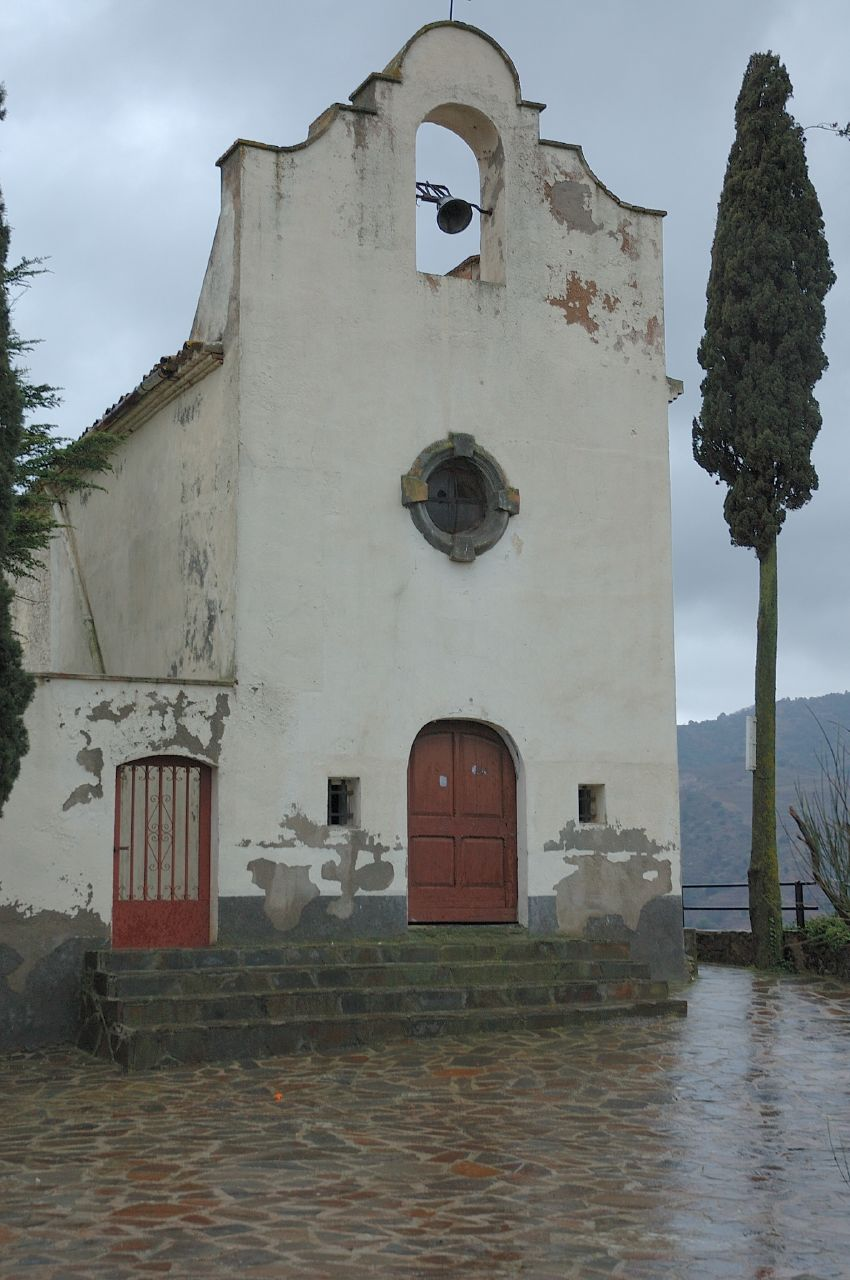
Antoniuskapelle